# Bernartice (okres Benešov)
Bernartice (německy Bernartitz) jsou obec v okrese Benešov ve Středočeském kraji. Žije zde 223 obyvatel.

## Historie
První písemná zmínka o obci pochází z roku 1375.
Ve vsi Bernartice (450 obyvatel) byly v roce 1932 evidovány tyto živnosti a obchody: 2 hostince, 2 koláři, 2 košíkáři, kovář, krejčí, mlýn, pila, obchod se smíšeným zbožím, trafika, truhlář.

## Přírodní poměry
Severně od vesnice leží jedna z částí národní přírodní památky Hadce u Želivky.

## Obyvatelstvo
| Rok            | 1869 | 1880 | 1890 | 1900 | 1910 | 1921 | 1930 | 1950 | 1961 | 1970 | 1980 | 1991 | 2001 | 2011 | 2021 |
| -------------- | ---- | ---- | ---- | ---- | ---- | ---- | ---- | ---- | ---- | ---- | ---- | ---- | ---- | ---- | ---- |
| Počet obyvatel | 634  | 671  | 693  | 630  | 624  | 604  | 573  | 450  | 416  | 326  | 271  | 246  | 228  | 212  | 225  |
| Počet domů     | 83   | 87   | 89   | 91   | 97   | 99   | 113  | 126  | 105  | 93   | 78   | 91   | 93   | 97   | 111  |

## Obecní správa

### Územněsprávní začlenění
Dějiny územněsprávního začleňování zahrnují období od roku 1850 do současnosti. V chronologickém přehledu je uvedena územně administrativní příslušnost obce v roce, kdy ke změně došlo:
- 1850 země česká, kraj Pardubice, politický okres Ledeč, soudní okres Dolní Kralovice, obec Brzotice[7]
- 1855 země česká, kraj Čáslav, soudní okres Dolní Kralovice, obec Brzotice
- 1868 země česká, politický okres Ledeč, soudní okres Dolní Kralovice, obec Brzotice
- 1930 země česká, politický okres Ledeč nad Sázavou, soudní okres Dolní Kralovice[8]
- 1939 země česká, Oberlandrat Německý Brod, politický okres Ledeč nad Sázavou, soudní okres Dolní Kralovice[9]
- 1942 země česká, Oberlandrat Tábor, politický okres Ledeč nad Sázavou, soudní okres Dolní Kralovice[10]
- 1945 země česká, správní okres Ledeč nad Sázavou, soudní okres Dolní Kralovice[11]
- 1949 Jihlavský kraj, okres Ledeč nad Sázavou[12]
- 1960 Středočeský kraj, okres Benešov
- k 1. lednu 1980 Středočeský kraj, okres Benešov, obec Loket[8]
- k 1. červenci 1990 Středočeský kraj, okres Benešov[8]
- 2003 Středočeský kraj, okres Benešov, obec s rozšířenou působností Vlašim

### Členění obce

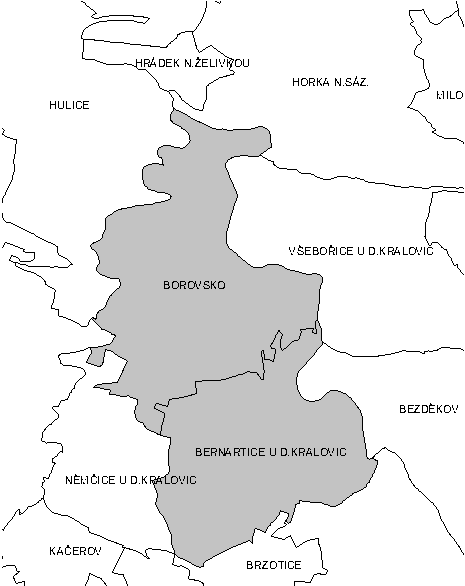
Katastrální členění

Obec Bernartce se skládá ze dvou katastrálních území a dvou jim odpovídajících místních částí: Bernartice u Dolních Kralovic a Borovsko.

### Obecní symboly
Znak a vlajka byly obci uděleny rozhodnutím předsedkyně Poslanecké sněmovny Parlamentu České republiky dne 19. května 2025.

## Doprava
Železniční trať ani stanice na území obce nejsou, nejbližší stanicí je deset kilometrů vzdálené nádraží v Ledči nad Sázavou.

### Dálnice D1
Územím obce prochází dálnice D1, nejblíže obci je exit 66 (Loket) a silnice II/150 Čechtice - Ledeč nad Sázavou. Silnice III. třídy jsou:
- III/11217 Němčice - Bernartice - II/150
- III/11219 Bernartice - Borovsko
- III/13020 Brzotice - Bernartice

V obci má sídlo Dálniční oddělení Policie ČR pro km 34-73,751 dálnice D1.

### Autobusová doprava
Na území obce v roce 2023 zastavovaly na čtyřech zastávkách autobusové linky jedoucí např. do těchto cílů: Čechtice, Dolní Kralovice, Ledeč nad Sázavou, Trhový Štěpánov, Vlašim, Zruč nad Sázavou.